# Franco Brambilla (attore)
Franco Brambilla (Roma, 25 aprile 1922 – 17 dicembre 1942) è stato un attore italiano, noto come attore bambino per la sua partecipazione al film Vecchia guardia (1934) di Alessandro Blasetti. Morì giovanissimo nel corso della seconda guerra mondiale sul fronte orientale, in Russia.

## Biografia
Figlio della contessa vedova Maria Milani Brambilla, Franco Brambilla fu attore bambino tra il 1934 e il 1940. A 12 anni, nel 1934, studente di scuole medie e marinaretto di Mussolini, è tra gli interpreti del film di esaltazione del fascismo Vecchia guardia di Alessandro Blasetti, girato per celebrare i 12 anni della marcia su Roma. Il regime percepisce l'impatto che gli attori bambini possono avere ai fini della propaganda ideologica diretta alle giovani generazioni come efficaci simboli e modelli di eroismo e idealismo. Brambilla interpreta il ruolo di un piccolo attivista fascista che di nascosto si unisce ad una squadra fascista e muore partecipando con essa ad una spedizione punitiva contro dei lavoratori in sciopero. Il film di propaganda ebbe buon successo, in Italia e in Germania: fu apprezzato da Benito Mussolini ed anche Adolf Hitler volle incontrare il piccolo interprete.
A questa prova seguiranno per Brambilla solo altre piccole parti in film storici e di propaganda: 1860 I Mille di Garibaldi (Alessandro Blasetti, 1934), Aldebaran (Alessandro Blasetti, 1936); e Scipione l'Africano (Carmine Gallone, 1937).
Come successo ad altri attori bambini protagonisti in quegli anni di film di propaganda (Rolf Wenkhaus e Klaus Detlef Sierck nella Germania nazista; Aleksei Lyarsky nella Russia sovietica), anche Brambilla finirà nella vita con il rimanere prigioniero e vittima del proprio ruolo. Da lui si aspetta lo stesso spirito eroico del suo alter ego cinematografico. All'entrata dell'Italia nella seconda guerra mondiale partì volontario nel CSIR come alpino per la campagna di Russia, trovando la morte nel 1942 sul fronte orientale, e venendo sepolto in un luogo sconosciuto.

## Filmografia
- Vecchia guardia, regia di Alessandro Blasetti (1934)
- 1860, regia di Alessandro Blasetti (1934)
- Aldebaran, regia di Alessandro Blasetti (1935)
- Scipione l'Africano, regia di Carmine Gallone (1937)
- L'ebbrezza del cielo, regia di Giorgio Ferroni (1940)
- Amiamoci così, regia di Giorgio Simonelli (1940)